# Mlýnský potok (Kostelec nad Labem)
Mlýnský potok je bývalé levostranné rameno neregulovaného Labe obtékající historické jádro města Kostelec nad Labem. Je pozůstatkem rozsáhlého systému meandrů středního Labe před tak zvanou kanalizací řeky, neboli zesplavněním roku 1927. Od středověku sloužil také jako mlýnský náhon a vodní příkop okolo hradeb.

## Průběh toku
Z Labe odbočuje Mlýnský potok doleva na říčním kilometru 857,7 km. Zde stával starý kostelecký jez přes Labe. Zanikl s výstavbou nového jezu o něco níže po proudu na říčním kilometru 857,4. Přibližně v polovině toku překlenuje potok hlavní ulice T. G. Masaryka. V těchto místech stávala na pravém břehu Pražská brána a přes potok vedl padací most. Sto metrů za mostem je jediný jez na Mlýnském potoce u Karáskova neboli Válcového mlýna. Jez zůstává nepoškozený, mlýn je mimo provoz. Za městem dostává potok znovu přírodní charakter, zleva přijímá Mratínský potok a nakonec ústí malou peřejí do Labe nad Jiřicemi.

## Galerie

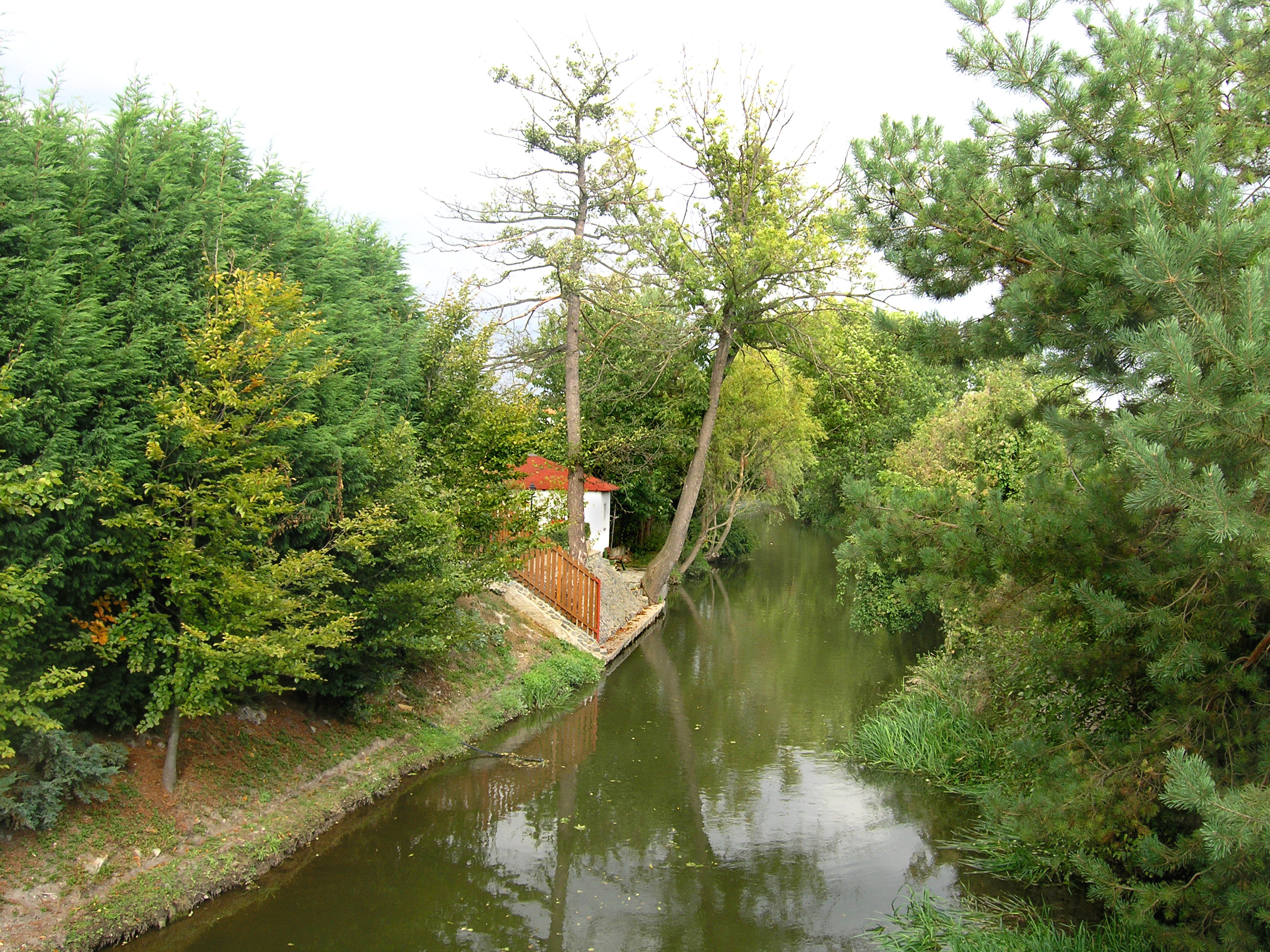
Mlýnský potok v Kostelci nad Labem
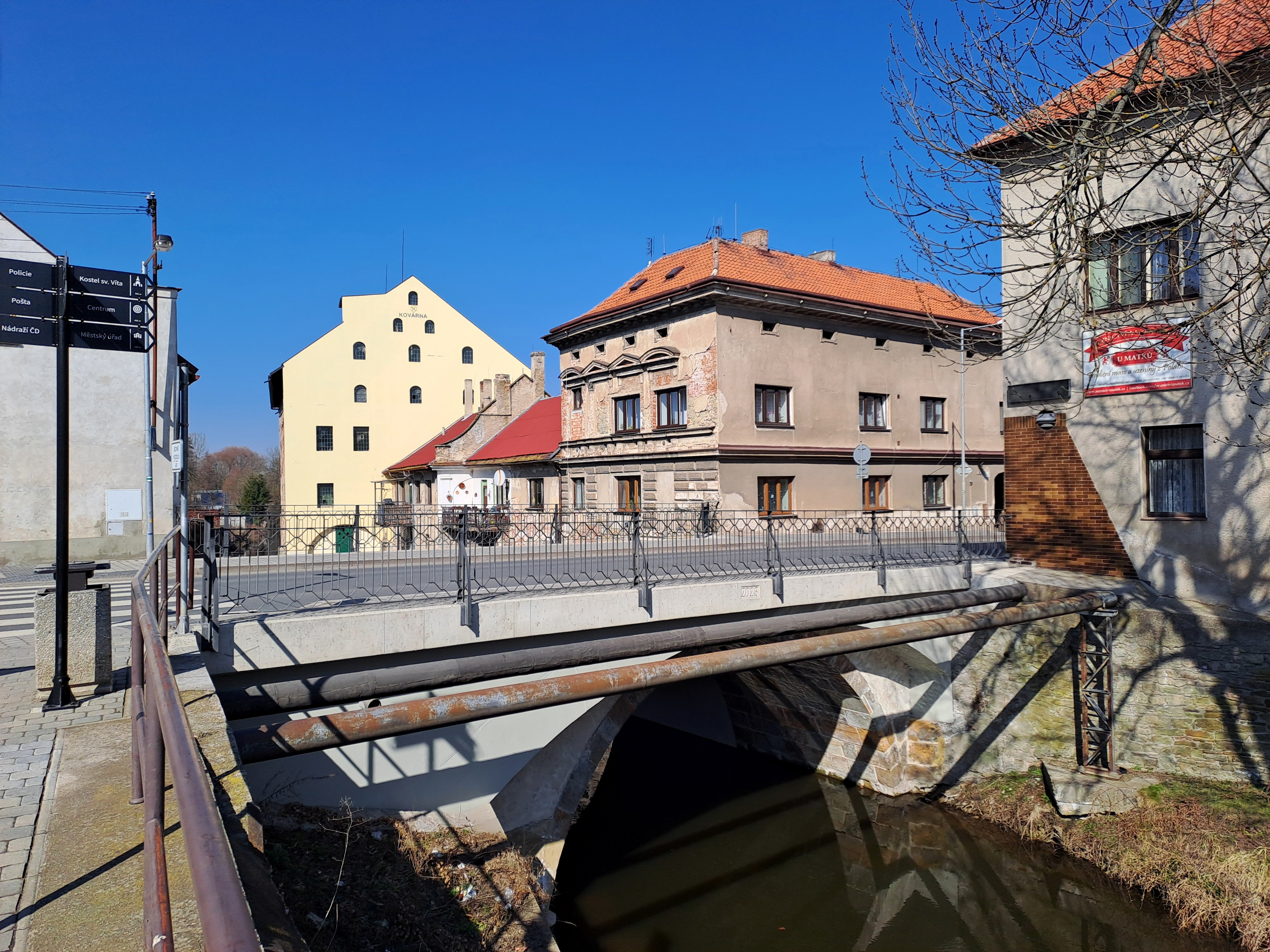
Most ulice T. G. Masaryka
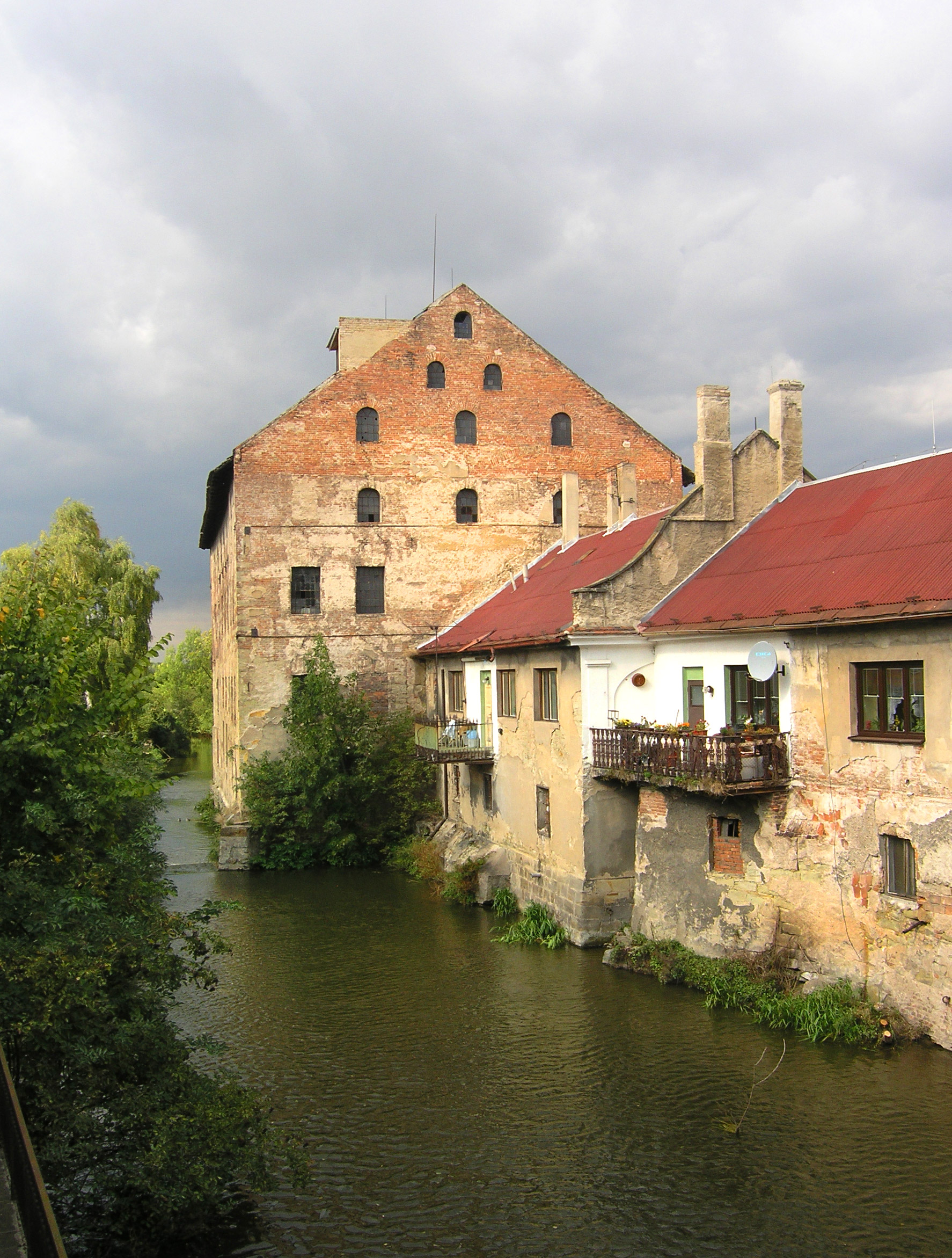
Karáskův mlýn
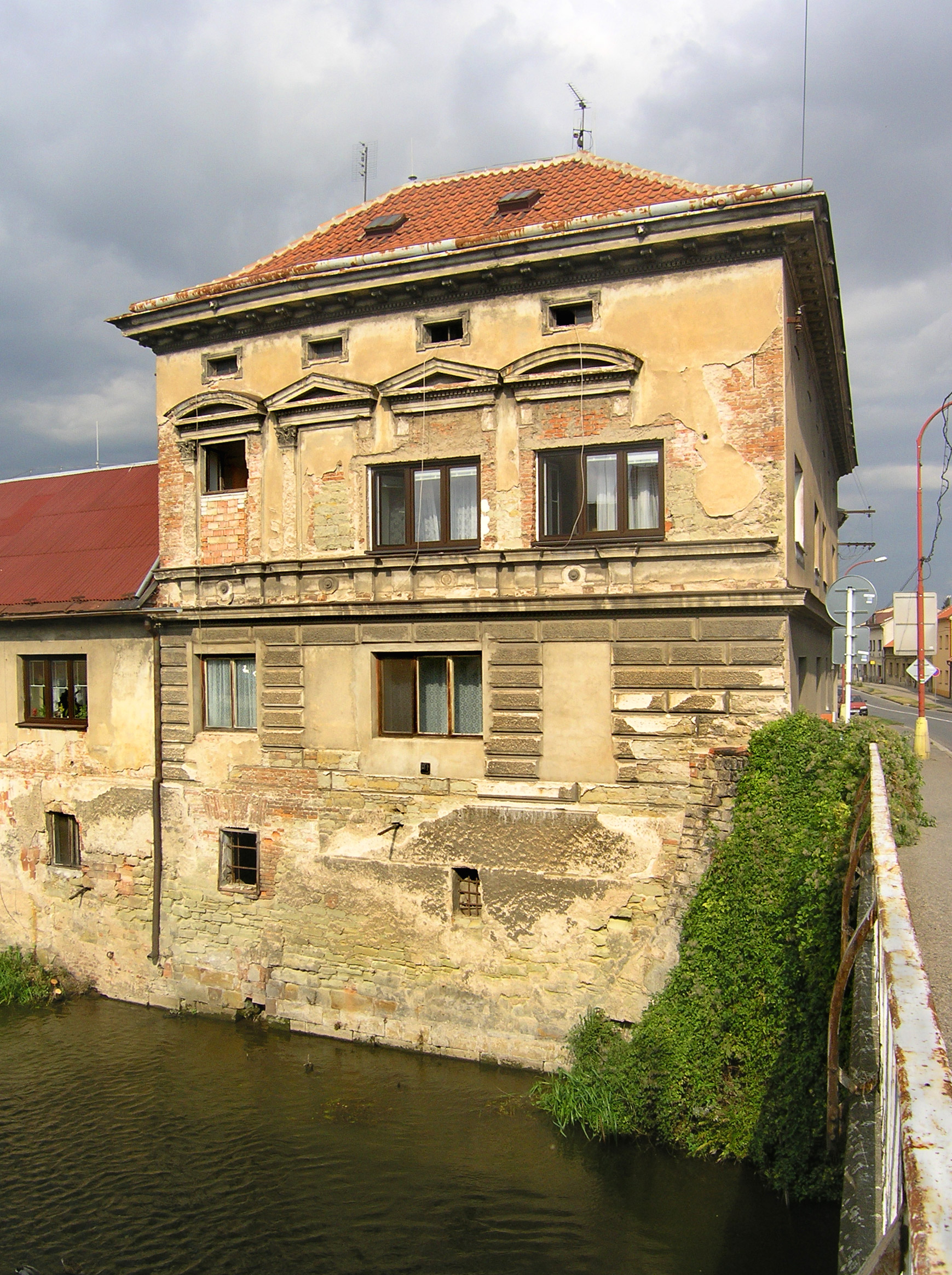
Dům u Mlýnského potoka na ulici TGM
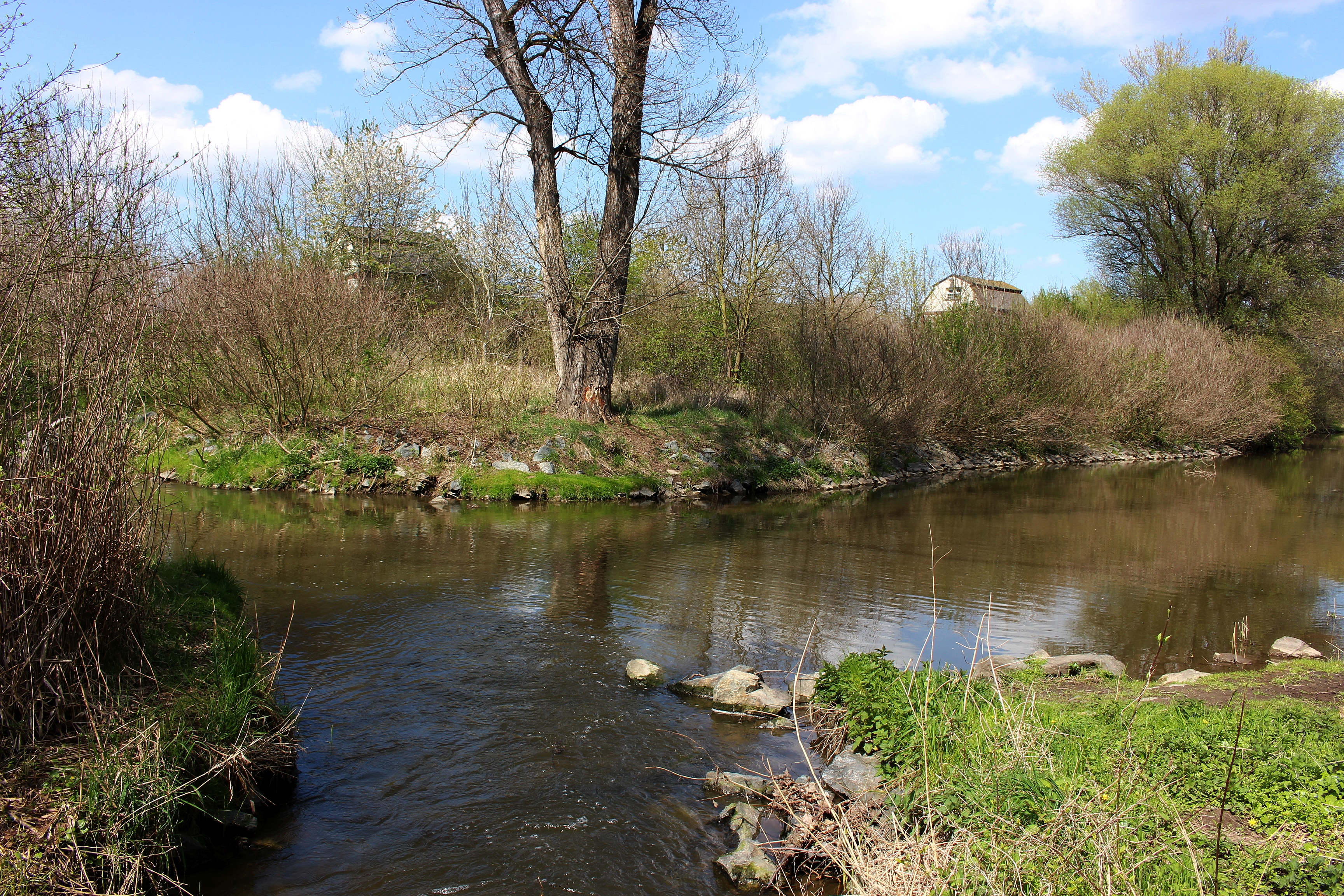
Ústí Mratínského potoka
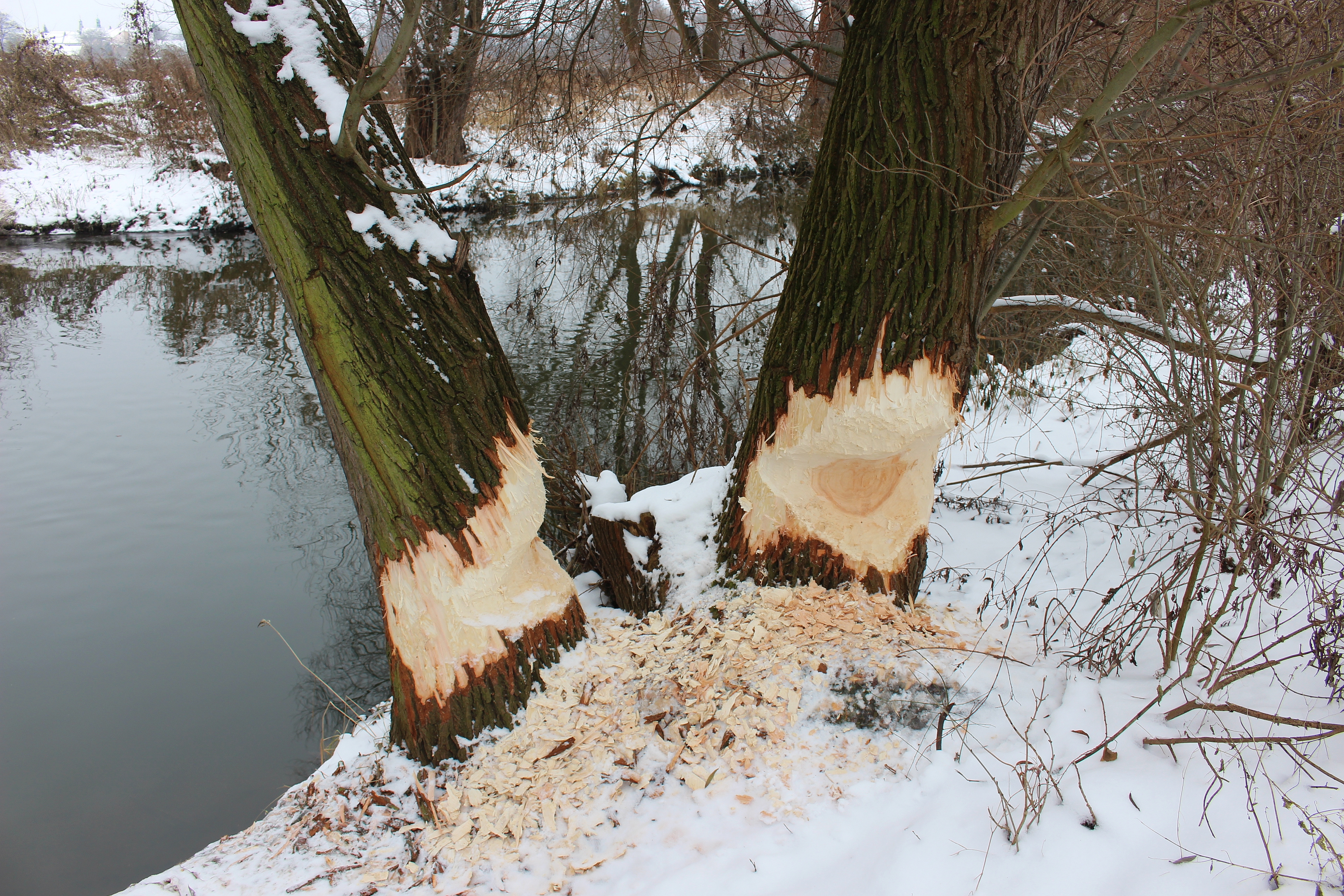
Stromy ohlodané bobry na břehu za městem
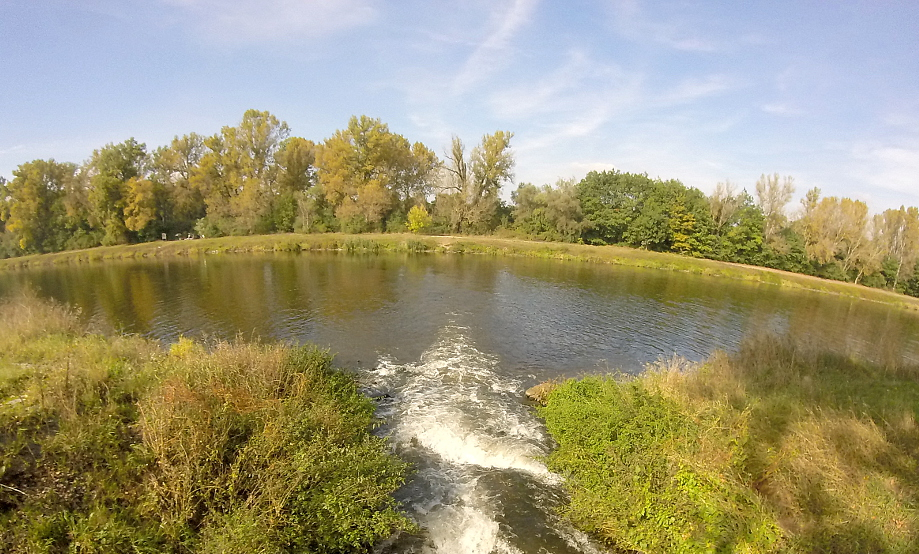
Ústí do Labe